# 불로초속
불로초속(Ganoderma)은 담자균강 구멍장이버섯목 불로초과에 속하는 균류 속의 하나이다.

## 하위 종
- 불로초[2]
- 골불로초[3]
- 풍선불로초[4]
- 잔나비불로초[5]
- 자흑색불로초[6]